# St. Martinville
St. Martinville ist eine Stadt im Bundesstaat Louisiana in den Vereinigten Staaten und der Verwaltungssitz des St. Martin Parish. Sie ist ein Teil der Metropolregion Lafayette. Das U.S. Census Bureau hat bei der Volkszählung 2020 eine Einwohnerzahl von 5379 ermittelt.

## Geschichte
Am 25. April 1766, nach der Ankunft der ersten Akadier, ergab die Volkszählung für die Region eine Bevölkerung von 409 Einwohnern. Im Jahr 1767 hatte die damals als Attakapas Post bekannte Siedlung 150 Einwohner vor der Ankunft von 15 Familien aus Illinois.
Nachdem Napoleon seinen Versuch, die Kontrolle über Saint-Domingue durch einen Sklavenaufstand wiederzuerlangen, verloren hatte, verkaufte er Louisiana 1803 durch den Louisiana Purchase an die Vereinigten Staaten. Nachdem Louisiana ein Staat wurde, wurde Saint Martin Parish geschaffen. Attakapas Post wurde in Saint Martinville umbenannt und zum Sitz des Parish bestimmt.

## Demografie
Nach einer Schätzung von 2019 leben in St. Martinville 5820 Menschen. Die Bevölkerung teilte sich im selben Jahr auf in 34,3 % Weiße, 63,0 % Afroamerikaner, 0,4 % Asiaten und 2,3 % mit zwei oder mehr Ethnizitäten. Hispanics oder Latinos aller Ethnien machten 1,5 % der Bevölkerung aus. Das mittlere Haushaltseinkommen lag bei 25.520 US-Dollar und die Armutsquote bei 28,2 %.

## Kultur
St. Martinville gilt als einer der Geburtsorte der Kultur der Cajun und ihrer Traditionen und liegt im Herzen des Cajun Country. St. Martinville ist die drittälteste Stadt in Louisiana und verfügt über viele Gebäude und Häuser mit historischer Architektur. Die historische katholische Kirche St. Martin de Tours und La Maison Duchamp an der Main Street sind Teil des Vermächtnisses der Akadier.

## Wirtschaft
Die Wirtschaft von St. Martinville beruht auf der Landwirtschaft und dem Tourismus. In der landwirtschaftlichen Produktion werden hauptsächlich Langusten und Zuckerrohr produziert. Letzteres war vor dem Amerikanischen Bürgerkrieg eine wichtige Nutzpflanze. Sie ist auch heute noch wichtig.

## Söhne und Töchter der Stadt
- Willie Francis (1929–1947), zeitweiser Überlebender einer amtlichen Exekution
- Jeff Landry (* 1970), Politiker